# Lampaul-Plouarzel
Lampaul-Plouarzel település Franciaországban, Finistère megyében. Lakosainak száma 2176 fő (2022. január 1.). Lampaul-Plouarzel Plouarzel községgel határos.

## Népesség
A település népességének változása:
| Lakosok száma | 1464 | 1583 | 1662 | 2047 | 2080 | 2093 | 2111 | 2145 | 2148 | 2176 |
|               | 1968 | 1982 | 1990 | 2006 | 2013 | 2015 | 2017 | 2019 | 2020 | 2022 |